# 22575 Джейаллен
22575 Джейаллен (22575 Jayallen) — астероїд головного поясу, відкритий 20 квітня 1998 року.
Тіссеранів параметр щодо Юпітера — 3,524.